# 佐倉市立佐倉中学校
佐倉市立佐倉中学校（さくらしりつ さくらちゅうがっこう）は、千葉県佐倉市城内町にある公立中学校。略称は佐中（さちゅう）。

## 概要
日本初の鉄筋建築の公立中学校（1957年第1期工事完成）として、全国から視察に訪れる教育関係者が多かった。
旧校舎建設後は一時期1,400人超の生徒を抱えて、超過密状態であったが、1976年（昭和51年）、佐倉市立臼井中学校が設立されたことにより、過密状態は解消された。
しかし、学区内の住宅開発等により、再び生徒数が増加に転じ、1986年（昭和61年）には生徒数が2,000人を超え、千葉県最大の48学級を擁するマンモス校となった。
その後、1987年（昭和62年）に佐倉市立佐倉東中学校が本校から分離して新設され、過密状態はやや解消された。1997年（平成9年）に佐倉市立根郷中学校が本校から分離して以降は500～600人程度の生徒数となっている。
2008年9月に校舎の解体・耐震検査が終わり、10月から新校舎の建設が始まった。そして、2009年11月に新校舎が完成した。
本校は、3学期制であり、始業式や終業式も3学期制の日程で行われているが、定期テストは年4回、通知表も年2回の発行と、2学期制の日程で行われている。
給食では、佐倉藩出身の農学者・津田仙が日本に持ち込んだ西洋野菜（ブロッコリー、アスパラガス、パセリ、イチゴなど）を多く取り入れた献立が提供されることが多い。

### 校訓
好学進取

### 学校教育目標
校訓『好学進取』のもと、心豊かで、進んで学び、行動するたくましい生徒の育成

### 佐倉中三本柱
挨拶・歌声・清掃

### 校歌
- 1949年（昭和24年）3月制定、1973年（昭和48年）4月編曲
- 作詞：金沢庄三郎
- 作曲：石塚寛
- 編曲：寺内昭

## 沿革
- 1947年（昭和22年）
  - 4月30日 - 学制改革により、佐倉町臼井町組合立佐倉中学校として設置
  - 5月10日 - 旧歩兵第57連隊兵舎を使用して開校
  - 6月9日 - 校章制定
- 1949年（昭和24年）
  - 3月 - 校歌制定
- 1954年（昭和29年） 
  - 3月31日 - 佐倉町ほか5町村の市制施行に伴い、佐倉市立佐倉中学校に改称
- 1958年（昭和33年） 
  - 4月1日 - 新校舎完成に伴い、現在地に移転。制服制定
- 1966年（昭和41年）
  - 1月21日 - 校旗制定
- 1973年（昭和48年）
  - 4月 - 校歌編曲
- 1987年（昭和62年）
  - 4月1日 - 佐倉中学校から分離し、佐倉市立佐倉東中学校が開校
- 1989年 （平成元年）
  - 文部省指定の道徳教育「奉仕等体験学習」を全国公開
- 1990年 （平成2年）
  - 千葉県教育委員会より「福祉教育推進校」の指定を受ける。（～平成4年度）
- 1991年 （平成3年）
  - 文部省より「心身障害者理解推進校」の指定を受ける。（～平成4年度）
- 1993年 （平成5年）
  - 千葉県より「環境教育推進モデル校」の指定を受ける。
- 1994年 （平成6年）
  - 4月 - 新制服制定
  - 5月20日 - 給食棟新設工事完了
  - 6月20日 - 自校方式による学校給食開始
- 1996年  （平成8年）
  - 6月1日 - 創立50周年記念式典
- 1997年  （平成9年）
  - 4月1日 - 佐倉中学校から分離し、佐倉市立根郷中学校が開校
  - 9月1日 - 新体育館完成
- 2009年  （平成21年）
  - 11月27日 - 新校舎建物完成
- 2010年 （平成22年）
  - 11月8日 - 校舎外構工事完了
- 2016年（平成28年）
  - 11月5日 - 創立70周年記念式典

## 部活動
- 運動部
  - 野球部
  - サッカー部
  - ソフトテニス部（男・女）
  - バスケットボール部（男・女）
  - バレーボール部（女）
  - 卓球部
  - 陸上競技部
  - 水泳部
  - 剣道部
  - 柔道部
- 文化部
  - 吹奏楽部
  - 美術部
  - 放送部
  - 科学・ビオトープ部

## 生徒会・委員会
- 生徒会
  - 会長
  - 副会長（2名）
  - 書記（2名）
  - 会計（2名）
- 評議会 - 各学級の代表者2名（級長・副級長）により構成される。
  - 全校評議会
  - 学年評議会
- 常任委員会
  - 学習委員会
  - 生活委員会
  - 衛生委員会
  - 歌声委員会
  - 奉仕委員会
- 特別委員会 ほか
  - 図書特別委員会
  - 部活動委員会 - 各部活動の部長により構成される。
  - 選挙管理委員会 - 秋に実施される生徒会役員選挙の際、時限的に設置される。

## 学校行事
現在、新型コロナウイルス感染症の影響で、一部の学校行事が中止または変更になっている。
- 4月 - 着任式、始業式、入学式、新入生歓迎会
- 5月 - 修学旅行（京都・奈良方面へ２泊３日）、生徒総会
- 6月 - 前期中間テスト、1学年校外学習（成田市の成田ゆめ牧場）、2学年自然教室（群馬県片品村の菅沼キャンプ場へ２泊３日）
- 7月 - 1学期終業式、夏季休業
- 8月 - 夏季休業
- 9月 - 2学期始業式、体育祭、前期期末テスト
- 10月 - 生徒会役員選挙・立会演説会、桜陵祭 （合唱コンクール）
- 11月 - 職場体験学習、後期中間テスト
- 12月  - 2学期終業式、冬季休業
- 1月 - 冬季休業、3学期始業式
- 2月 - 後期期末テスト
- 3月 - 予餞会、卒業式、修了式、学年末休業、離任式

## 生徒数
令和3年7月時点の生徒数は1学年190名、2学年192名、3学年179名で、合計561名となっている。学級数は各学年5学級ずつで、合計15学級。また、特別支援学級として、「さくら学級」が設置されており、各学年数名程度が在籍している。

## 主な進学前小学校
- 佐倉市立佐倉小学校
- 佐倉市立内郷小学校
- 佐倉市立根郷小学校
- 佐倉市立寺崎小学校
- 佐倉市立佐倉東小学校
- 佐倉市立和田小学校

## 学区
佐倉中学校の学区は以下の通り。なお、下記以外の住所から越境通学している生徒も存在する。
```
田町
、
海隣寺町
、並木町、宮小路町、
鏑木町
の一部、
鏑木仲田町
の一部、新町の一部、裏新町、中尾余町、最上町、弥勒町の一部、将門町の一部、
栄町
、
城内町
、鏑木町一丁目、鏑木町二丁目、
大佐倉
の一部、
大佐倉干拓
、
飯田
、
飯田干拓
、
岩名
、
萩山新田
、
萩山新田干拓
、
土浮
、
土浮干拓
、
飯野
、
飯野干拓
、
飯野町
、
下根
、
山崎
、
下根町
、
鹿島干拓
、
宮前
一丁目、宮前二丁目、宮前三丁目、
飯田台
、
六崎
の一部、城の一部、春路一丁目、春路二丁目、上勝田、
表町
一丁目、表町二丁目、表町三丁目、表町四丁目
```

## 著名な出身者
- 長嶋茂雄 - 元プロ野球選手、読売ジャイアンツ終身名誉監督
- 伊藤アキラ - 作詞家
- 荻野目慶子 - 女優
- 荻野目洋子 - 歌手・女優（世田谷区立烏山中学校へ転出）
- 堀越のり - 元タレント
- 秋山熙 - バスケットボール選手（アルティーリ千葉）
- 佐藤優香 - トライアスロン選手
- 小高佐季子 - 女流棋士

## 交通
- 京成電鉄京成本線京成佐倉駅徒歩15分
- 東日本旅客鉄道総武本線・成田線佐倉駅徒歩20分

## 周辺の施設
学校周辺は、高校や幼稚園などがあり、文教地区となっているほか、佐倉城址や旧藩校跡、武家屋敷などもあり、佐倉藩の城下町としての街並みを感じることができる。
- 佐倉城址公園
  - 国立歴史民俗博物館
  - くらしの植物苑
- 千葉県立佐倉東高等学校
- 成徳書院跡
- 佐倉市民体育館
  - 養神館合気道光龍館佐倉同好会
- 印旛郡市広域市町村圏事務組合
- 佐倉市立佐倉幼稚園
- 麻賀多神社
  - 三峯神社（摂社）
  - 稲荷神社（摂社）
  - 疱瘡神社（末社）
- 佐倉養生所跡
- 農林水産省関東農政局印旛沼二期農業水利事業所
- 天理教養老分教会
- 日本棋院佐倉支部
- 佐倉市役所
- 海隣寺
- 佐倉市武家屋敷通り
  - 旧河原家住宅
  - 旧但馬家住宅
  - 旧武居家住宅
- 児玉源太郎旧宅跡